# Allison Eldredge
Allison Eldredge (* im 20. Jahrhundert) ist eine US-amerikanische Cellistin und Musikpädagogin.

## Leben
Eldredge hatte als Kind Klavierunterricht bei ihrer Mutter, der Pianistin Yoshie Akimoto und hatte ihren ersten Auftritt im Alter von sechs Jahren. Neunjährig wechselte sie zum Cello und gewann ein halbes Jahr später ihren ersten Wettbewerb. Sie studierte dann an der Juilliard School. Ihre Lehrer waren Harvey Shapiro, Eleonore Schoenfeld, Ardyth Alton, Yo-Yo Ma und Channing Robbins im Fach Cello und Felix Galamir und Lewis Kaplan im Fach Kammermusik. Sie gewann den Avery Fisher Career Grant und wurde von Musical America als „Young Artist of the Year“ ausgezeichnet.
Als Solistin trat sie mit namhaften amerikanischen und internationalen Orchestern auf, darunter dem Montreal Symphony Orchestra, der Academy of St. Martin in the Fields, der Warschauer Philharmonie, der Tokyo Metropolitan Symphony, dem New York Philharmonic Orchestra und dem Chicago und Cleveland Orchestra. Sie spielte unter der Leitung von Dirigenten wie Zubin Mehta, Andre Previn, Krzysztof Penderecki, Jaap van Sweden, Leonard Slatkin, Marin Alsop, Charles Dutoit, Vladimir Spivakov, Jewgeni Swetlanow, Hans Vonk, Sergiu Commissiona, Joseph Silverstein, Keith Lockhart, JoAnn Falletta, Stanisław Skrowacewski, Eiji Ōue, Mark Elder, Jorge Mester und Otto-Werner Mueller.
Von Eldredges Kammermusikpartnern sind Joshua Bell, Yo-Yo Ma, Gil Shaham, Mark O’Connor, Shmuel Ashkenasi, Cho-Liang Lin, Chee-Yun, Max Levinson und Yekwon Sunwoo zu nennen; außerdem war sie von 2001 bis 2011 Mitglied des Boston Trio. Als Gast nahm sie u. a. am  Bay Chamber Music Festival, dem San Juan Chamber Music Festival, dem Ravinia Festival, dem Casals Festival, dem Colmar Festival in Frankreich und dem Festival von Davos teil.
Sie tourte mit Krzysztof Penderecki durch Nordamerika, Europa und Israel, spielte sein Bratschenkonzert in einer Transkription für Cello und war 2013 Erste Cellistin bei einer Aufführung von dessen Concerto Grosso Nr. 1 für drei Celli in Warschau. 2008 spielte sie in New York Werke von Paul Schoenfield in Anwesenheit des Komponisten. Persönliche Zusammenarbeit verbindet sie auch mit den Komponisten Leon Kirchner, Shigeaki Saegusa, Lukas Foss und Andy Vores, und sie spielte auch Werke anderer zeitgenössischer Komponisten wie Joan Tower, Bright Sheng, George Crumb und Ellen Taaffe Zwillich. Unter der Leitung von Steven Byess führte sie 2015 Michael Daughertys Cellokonzert Tales of Hemingway.
Ausgedehnt ist auch Eldredges Lehrtätigkeit. Sie unterrichtet seit 2000 Cello und Kammermusik auf allen Levels am New England Conservatory und unterrichtete von 2008 bis 2011 an der Harvard University. Außerdem gab sie Meisterklassen an vielen Universitäten und Konservatorien der USA und unterstützte den Musikunterricht in mehr als 100 Schulen des Landes. Daneben gibt sie privaten Unterricht in eigenen Studios in Massachusetts und Connecticut.